# Contado di Cremona
Il Contado di Cremona fu una storica ripartizione territoriale della Lombardia, precursore dell'odierna Provincia di Cremona.

## Storia
Il Contado di Cremona fu conquistato per la prima volta da Milano sotto la guida di Azzone Visconti nel 1334. Per oltre un secolo la città e il suo territorio rimasero sotto il governo meneghino, fino a che, nell'ambito delle guerre d'Italia, la zona di Crema fu conquistata dalla Repubblica di Venezia con la pace di Brescia del 1449 e da allora percorse una storia autonoma, mentre il resto del contado cadde sotto i veneti nel 1499 durante la Seconda guerra italiana. Il dominio veneto fu però molto più breve: già nel 1509 con la Lega di Cambrai il contado tornò nel Ducato di Milano, che tuttavia era ormai destinato a diventare una regione del Regno di Spagna.
Gli spagnoli si impegnarono a creare numerosi consessi rappresentativi delle aristocrazie locali, purché in cambio potessero garantirsi un regolare gettito fiscale. Le ordinanze per la costituzione del Corpo del Contado, che contava 277 comunità, furono emanati dal Senato di Milano il 23 agosto 1565. Il consiglio provinciale fu chiamato Congregazione generale e fu composto da 24 membri, metà ciascuno per le due parti, superiore ed inferiore, in cui fu suddiviso il contado. Organo esecutivo era la Congregazione minore, composto dai sindaci, dal tesoriere, dal ragioniere e da altri ufficiali.
La riforma dell'amministrazione provinciale fu voluta dall'imperatrice Maria Teresa nel 1757, e unificò la città con la campagna, istituendo un Consiglio generale dei decurioni e una più ristretta Congregazione dei prefetti. Per l'elezione del Consiglio vennero creati sedici collegi uninominali, detti delegazioni. Vennero mantenute le giurisdizioni separate della Calciana e delle terre separate, superate solo con una seconda riforma provinciale nel 1786.

## Suddivisione amministrativa del 1757
- delegazione I[4]
  - città di Cremona e Corpi Santi
  - comunità di Duemiglia

Provincia superiore
- delegazione II[5]:
  - Antegnate; Barbada con Zaccarola e Mirandola; Covo; Fornovo; Isso con Caselle, Cassina Bronzona, Cassina Famosa, Cassina de' Secchi e Cassina Ferrabona; Mozzanica
- delegazione III[6]:
  - Albera con Salvarola de' Patti, Salvarola de' Vassalli e Ronco Todeschino; Casaletto di Sopra; Cumignano con Castello Barbò; Fiesco con Santa Marta; Romanengo; Romanengo del Rio con Melotta; Ticengo; Trigolo con Moscona
- delegazione IV[7]:
  - Acqua Longa Badona; Azzanello; Barzaniga con Cassina Barbova; Bordolano con Crotta Nova di Bordolano; Casal Morano; Castel Visconti; Genivolta con Dosso Stelluzzo; Mirabello
- delegazione V[8]:
  - Cà Nova con Olzano; Cappella Cantone con Santa Maria Sabbione; Cornaletto; Corte Madama; Formigara; Gombeto; Grontorto; Oscasale; San Bassano; Soresina; Zanengo
- delegazione VI[9]:
  - Acqua Nera; Annicco; Breda de' Bugni con Castagnino Secco; Breda Longa; Cà Nova con Morbasco; Castel Novo Bocca d'Adda; Castel Novo del Zappa Corrado; Cavatigozzi con Passirano; Cortetano con Valcarengo; Costa Sant'Abramo con Cura d'Affaitati; Crotta d'Adda; Farfengo; Fengo; Grumello; Licengo con Castelletto Anghinore; Luignano; Ossolaro; Paderno; Polengo con Casarosio; San Gervaso; Sesto; Spinadesco
- delegazione VII[10]:
  - Campagnola; Casal Buttano; Casal Sigone; Cavalera con Mancapane; Cignone; Corte de' Cortesi con Cantonada; Dosso Baroardo; Livrasco con Cà de' Stirpi; Marzalengo; Monasterolo con Gallarano; Olmeneta con Trecchina, San Martino delle Ferrate e Cà del Botto; Ossolengo con Costa Santa Caterina; Pozzaglio; San Martino in Belliseto con Borgo Novo Cappello; San Vito

Provincia inferiore
- delegazione VIII[11]:
  - Alfiano Novo e Vecchio; Aspice; Barbiselle; Bertana Boccida; Bettenesco; Carpaneda con Dosimo e Villasco; Castel Novo Gerardi; Corte de' Frati con Noce Garione; Gambina con Barchetti; Grimone; Grontardo; Levata; Persico con Persichello e Acqua Longa Sant'Abondio; Prato con San Pietro Delmona; Quistro; Robecco; San Sillo; Scandolara Ripa d'Oglio; Solarolo del Persico; Villa Nova con Brazzoli
- delegazione IX[12]:
  - Ardole San Marino; Bagnarolo; Cà de' Bonavogli; Cà de' Cervi; Cà de' Marozzi con Cà d'Alemani; Cà de' Quinzani; Cà de' Sfondrati con Cà de' Sprezagni; Cà de' Stefani con Baccanello e Cà de' Mainardi; Cigognolo con Castel Manfredi; Gadesco con Cà de' Mari; Gazzo con Compagni; Malagnino con Ronco Malagnino, Sant'Ambrogio, Molognola, Santa Lucia Lama, Vigolo e Cervellara; Montanara con Redondesco; Mottaiola de' Padri; Pieve Delmona con Torre Nova; Pieve San Giacomo; San Giacomo Lovera con Visnadello; San Savino; Sette Pozzi con Casal Malombra e Santa Lucia Lama; Silvella con Cà de' Variani e Ogni Santi; Torre de' Berteri; Vighizzolo
- delegazione X[13]:
  - Alfeo con Castel Celano e Reboana; Bonemerse con Farisengo; Cà de' Staoli; Carettolo con Casazza; Cella con Campagna; Fontana; Forcello con Lago Scuro; Gere de' Caprioli; Gere del Pesce con Gere de' Zaneboni; Isola de' Pescaroli; Longardore con Casaletto Nadalino; Pieve d'Olmi con Borlenga, Bardella, Capellana, Gambina e Cà de' Gatti; Porto con Sommo; Pugnolo; San Daniele; San Fiorano; San Lorenzo Mondinari; Santa Margarita; San Salvatore; Solarolo Paganino; Sospiro; Stagno Pagliaro; Straconcolo; Tidolo
- delegazione XI[14]:
  - Bina Nova; Cansero; Cappella de' Picenardi; Castel Novo del Vescovo; Dosso Pallavicino; Gabbianeta; Monticello Ripa d'Oglio con Cà de' Ferrari; Pescarolo; Pessina con Sant'Antonio d'Anniata; Pieve Terzagni; Stilo de' Mariani; Villa Rocca con Quadri
- delegazione XII[15]:
  - Brolpasino; Cà d'Andrea con San Pietro Medegallo; Cà de' Gaggi; Fossa Guazzona; Isolello; Pieve San Maurizio; Pozzo Baronzio; Ronca de' Golferammi; San Lorenzo de' Picenardi con Cà Nova de' Biazzi; Torre d'Angiolini; Torre Malamberti
- delegazione XIII[16]:
  - Cà de' Corti con Cà de' Cagliani; Casalorzo Boldori con Cà de' Pedroni; Casalorzo Geroldi; Cà Nova d'Offredi; Cingia de' Botti con Pieve Gurata, Mottaiola de' Coppini e Castelletto di Sotto; De' Rovere con Cà de' Novelli; Dosso de' Frati; Motta Baluffi con Bellozza; Solarolo Monasterolo; Vedesetto con Gurata
- delegazione XIV[17]:
  - Breda Guazzona con Gattarolo Bonserio e Gattarolo Cappellino; Cà de' Soresini con Villa de' Talamazzi; Castel Franco con Carzago; Colombarolo; Drizzona; Piadena; Pontirolo; Recorfano con Cassina de' Grossi; Vho; Voltido
- delegazione XV[18]:
  - Cà Ruberto con San Faustino; Castel Ponzone; Gussola con Bellena e Caprile; Martignana; San Lorenzo Aroldo con Cornale; San Martino del Lago; Scandolara Ravara; Solarolo Rainerio; Torricella del Pizzo
- delegazione XVI[19]:
  - Calvatone; Castel Didone; Romprezzagno; San Giovanni in Croce; San Lorenzo Guazzone; San Paolo Ripa d'Oglio; Spineda; Tornada

Giurisdizione della Calciana
- Calcio; Pumenengo; Torre Pallavicina con Villa Nova

Terre separate
- Castelleone
- Fontanella
- Pizzighettone con Gera e Regona
- Soncino